# Беллоуз, Киффер
Киффер Беллоуз (англ. Kieffer Bellows; род. 10 июня 1998, Идайна) — американский хоккеист нападающий системы клуба «Нэшвилл Предаторз» и сборной США по хоккею.

## Карьера

### Клубная
На юниорском уровне в USHL играл за команды «Су-Фолс Стэмпид» и юниорскую сборную США по развитию; по итогам сезона 2014/15 он стал пятым бомбардиром лиги и был назван новичком года.
На драфте НХЛ в 2016 году был выбран в 1-м раунде под общим 19-м номером клубом «Нью-Йорк Айлендерс». Он продолжил играть за команду «Бостон Университет Терьерс», которая представляет Бостонский университет.
22 сентября 2017 года подписал с командой трёхлетний контракт новичка. После подписания контракта он продолжил свою карьеру, играя за команду «Портленд Уинтерхоукс», а по окончании сезона присоединился к фарм-клубу «Айлендерс» «Бриджпорт Айлендерс» 
Дебютировал в НХЛ 4 февраля 2020 года в матче с «Далласом», в котором «островитяне» одержали в овертайме победу со счётом 4:3 и в этом же матче он заработал свои первые очки. 6 февраля он оформил дубль, забросив две шайбы в ворота «Лос-Анджелес Кингз»; «Айлендерс» одержал победу со счётом 5:3.
13 марта 2021 года в матче с «Нью-Джерси Девилз» стал первым игроком в истории клуба, который оформил два дубля подряд и помог своей команде победить со счётом 3:2. Отыграв за «Айлендерс» следующие полтора сезона, в октябре 2022 года «Айлендерс» обменял его в «Филадельфию Флайерз», которая приобрела на него права.

### Международная
Играл за юниорскую сборную на ЮЧМ-2016, в составе которой завоевал бронзовые медали.
В составе молодёжной сборной играл на МЧМ-2017 и МЧМ-2018; в 2017 году он стал в составе сборной чемпионом мира, а в 2018 году завоевал бронзовые медали, став лучшим бомбардиром сборной и вошёл в сборную всех звёзд по итогам турнира.
В составе сборной США играл на ЧМ-2022 на котором американцы заняли четвёртое место; в игре с Великобританией оформил дубль (3:0).

## Семья
Сын знаменитого в прошлом канадского хоккеиста Брайана Беллоуза.